# Kenrickodes griseata
Kenrickodes griseata är en fjärilsart som beskrevs av Sir George Hamilton Kenrick 1917. Kenrickodes griseata ingår i släktet Kenrickodes och familjen nattflyn. Inga underarter finns listade i Catalogue of Life.